# Kråkholmen, Lovisa
Kråkholmen är en ö i Finland. Den ligger i Finska viken och i kommunen Lovisa i den ekonomiska regionen  Lovisa i landskapet Nyland, i den södra delen av landet. Ön ligger omkring 77 kilometer öster om Helsingfors.
Öns area är 4,2 hektar och dess största längd är 400 meter i nord-sydlig riktning.